# 世界連邦
世界連邦（せかいれんぽう）は世界的規模で組織される連邦制度。これまでに複数の構想がみられた。

## 権能に関する構想
世界連邦の構想において連邦政府のもつ権能の範囲については、最大限に認める方向性の最大限論（最大限主義、マキシマリズム）と最小限にとどめる方向性の最小限論（最小限主義、ミニマリズム）に分けられる。

### 最大限論
世界憲法シカゴ草案（シカゴ憲法草案）
1948年3月にシカゴ大学総長ロバート・ハッチンス（Robert Hutchins）を長とする世界憲法シカゴ委員会が発表した。前文と本文47条からなり、連邦政府の権能として19項目の広範な権能を認めており、最大限論を代表する構想として挙げられる。
地球連邦憲法草案
1977年6月にオーストリアのインスブルックで25か国、135名が参加して開催された世界憲法制定会議で採択された。連邦政府の権能として40項目の極めて広範な権能を認めている。

### 最小限論
最小限論に属するものにコード・メイヤー（Cord Meyer）案やクラーク・ソーン案（Grenville Clark及びLouis B. Sohnの共同案）があり、戦争防止の一点に主眼を置くもので国連憲章改正案を中心に据える。
シカゴ草案は最大限論（最大限主義）を代表する文書であったが、冷戦とともに戦争と平和に焦点が絞られ、最小限論（最小限主義）が主流の立場になった。
世界連邦政府のための世界運動（WMWF）が1947年にスイスのモントルーで開催した第1回大会での宣言も最小限主義の立場をとっている。なお、世界連邦政府のための世界運動（WMWF）は、世界連邦世界協会（WAWF）、さらに世界連邦運動（WFM）と改称している。

## 機構に関する構想

### 立法機関
シカゴ草案やクラーク・ソーン案、水木案（水木惣太郎『世界政府と憲法』）は一院制である。一方、1952年ロンドン決議の国連憲章改正A案やB案、1954年ロンドン宣言国連憲章改正案は二院制である。なお、地球連邦憲法草案は三院制である。

### 行政機関
シカゴ草案は大統領制である。1952年ロンドン決議の国連憲章改正A案のほか、クラーク・ソーン案、水木案、地球連邦憲法草案は議院内閣制である。

### 司法機関
シカゴ草案は下級裁判所（第一審）、連邦控訴院（第二審）、大審院（上告審）、最高裁判所（再上告審）を置くとしている。クラーク・ソーン案では国際司法裁判所、世界衡平裁判所、世界調停委員会、国連地域裁判所を設置するとしている。